# والنتین پروکوپف
والنتین پروکوپف (روسی: Валенти́н Ива́нович Проко́пов؛ زادهٔ ۱۰ ژوئن ۱۹۲۹) بازیکن واترپلو اهل اتحاد جماهیر شوروی سوسیالیستی است.